# 稲荷社 (川口市石神)
稲荷社（いなりしゃ）は、埼玉県川口市の神社。

## 歴史
創建年代は不明である。ただ石神村が形成された江戸時代初期に創建されたものと推測される。真乗院が別当寺であった。
1873年（明治6年）、近代社格制度に基づく「村社」に列せられ、明治末期の神社合祀により、周辺の神社が合祀された。中でも「神明社」は、かつては当社と並び石神村の鎮守とされたことから、その社殿は他の合祀された神社よりも大きい。

## 交通アクセス
- 新井宿駅または戸塚安行駅より徒歩30分。